# Baie d'Ushuaïa
La baie d'Ushuaïa (en espagnol : Bahía de Ushuaia) est une baie située dans la partie argentine de la Grande île de la Terre de Feu, dans l'archipel de la Terre de Feu. Elle est ouverte vers l'est au canal Beagle. Au fond de la baie se situe la ville d'Ushuaïa, sur la rive septentrionale du canal Beagle.

## Histoire

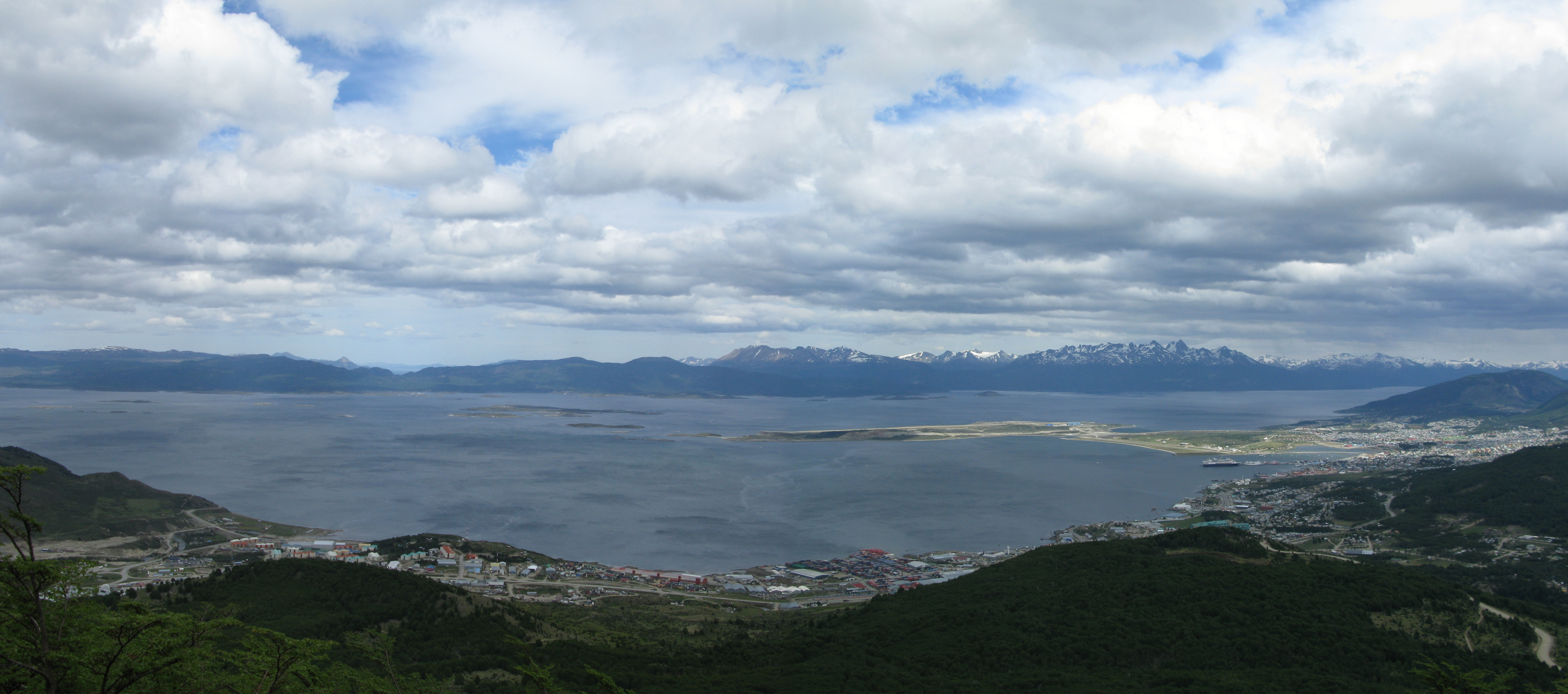
La baie d'Ushuaïa.

Étymologiquement, Ushuaïa vient de la langue indienne yagan ou yamana, parlée par les premiers habitants de la région, et signifie littéralement « baie pénétrant vers l'ouest ». 
Le 26 septembre 1988, le Boeing 737-287 du vol 648 de la compagnie Aerolineas Argentinas, quitte la piste à l’atterrissage et termine sa course dans la baie sans faire de victimes parmi les 62 passagers et membres d’équipage.
Sur le quai Orión, situé dans le port d'Ushuaïa, se trouve la Station d'observation des marées du Service d'hydrographie navale de la Marine argentine.